# Laska
Pour les articles homonymes, voir Laska (homonymie).
Le Laska, (ou Lasca) est  un jeu de stratégie combinatoire abstrait de la famille des dames opposant deux joueurs de part et d'autre d'un damier  » composé de vingt-cinq cases. Les joueurs jouent à tour de rôle en déplaçant l'une de leurs onze pions appelés les « soldats ».

## Création du jeu
Le jeu a été créé en 1911 par le champion du monde d'échecs allemand Emanuel Lasker.

## Règles
La différence avec un jeu de dames est que les pions adverses pris ne sont pas retirés du jeu mais placés sous le pion qui effectue la prise, formant une colonne de pions.
Lorsqu'un soldat arrive sur la dernière ligne, il est promu et devient un officier qui peut se déplacer vers l'avant ou vers l'arrière.
Quand on saute par-dessus une colonne adverse, on ne capture que la pièce supérieure. Les autres pièces de la colonne restent en place.
Un joueur gagne si son adversaire est bloqué (il n'a plus de mouvement possible) ou si tous les pions de son adversaire ont été capturés.
- Taille du plateau : 49 cases (7 x 7)[1] ;
- Nombre de pions : 22 (2 x 11) ;
- Orientation du plateau : la grande diagonale relie la gauche de chaque joueur ;
- Cases utilisées : cases sombres ;
- Joueur avec l'initiative : blancs ;
- Prise autorisée des pions : diagonales avant et arrière ;
- Contrainte de prise : prise majoritaire facultative mais toute rafle doit aller au bout ;
- Dame :  officier
- Retrait des pions pris : aucun
- Promotion en passant : interdite.